# Фаверж-Сейтене
Фаверж-Сейтене (фр. Faverges-Seythenex) — муніципалітет у Франції, у регіоні Овернь-Рона-Альпи, департамент Верхня Савоя. Фаверж-Сейтене утворено 1 січня 2016 року шляхом злиття муніципалітетів Фаверж i Сейтене. Адміністративним центром муніципалітету є Фаверж. Населення — 7581 особа (01.01.2021).